# Mykanów
Mykanów est une localité polonaise et siège de la gmina de Mykanów, située dans le powiat de Częstochowa en voïvodie de Silésie.